# Szabó Valéria
Szabó Valéria (Debrecen, 1983. március 2. –) Európa-bajnoki bronzérmes magyar válogatott kézilabdázó, beállós.

## Pályafutása

### Klubcsapatban
Szabó Valéria a Debreceni VSC kézilabdacsapatában kezdte pályafutását, igaz eleinte a több játéklehetőség miatt kölcsönadták a Hajdúnánás SC-nek, majd játszott Hódmezővásárhelyt és Szegeden is, mielőtt visszatért volna nevelőegyesületébe. Kétszeres bajnoki ezüstérmes, egyszeres bajnoki bronzérmes, és kétszeres Magyar Kupa ezüstérmes volt a hajdúsági csapattal, majd 2003-ban a fehérvári Cornexihez igazolt, akikkel 2005-ben EHF-kupát nyert. 2006 nyarán visszatért a DVSC-hez, ahol újabb öt évet játszott, majd légiósnak állt és az orosz Zvezda Zvenigorod játékosa lett.
Két évig játszott a Zvezdában, de egyik alkalommal sem sikerült megnyernie csapatával az orosz bajnokságot és a nemzetközi porondon sem szerzett trófeát a 2008-ban Bajnokok Ligáját nyert csapattal. 2013 nyarán a Békéscsabához írt alá, ahol Bakó Botond lett az edzője. 2016 nyarán a Kisvárdai KC csapatához igazolt.

### A válogatottban
A magyar válogatottban 2008-ban mutatkozott be egy Franciaország elleni mérkőzésen,  részt vett a 2009-es világ - és a 2010-es Európa-bajnokságon, valamint tagja volt a 2012-es Európa-bajnokságon bronzérmes válogatottnak is.

## Sikerei, díjai
- Magyar bajnokság:
  - Ezüstérmes: 2010, 2011
  - Bronzérmes: 2009
- Magyar Kupa:
  - Ezüstérmes: 2009, 2011
- EHF-kupa:
  - Győztes: 2005
- Junior Európa-bajnokság:
  - Ezüstérmes: 2003
- Európa-bajnokság:
  - Bronzérmes: 2012